# Constitution de Cúcuta
Pour les articles homonymes, voir Constitution de la Colombie.
Lire en ligne

Texte intégral en espagnol sur Wikisource

Constitution vénézuélienne de 1830
Constitution de la Colombie de 1832 (République de Nouvelle-Grenade regroupant alors les pays actuels de Colombie et du Panama)

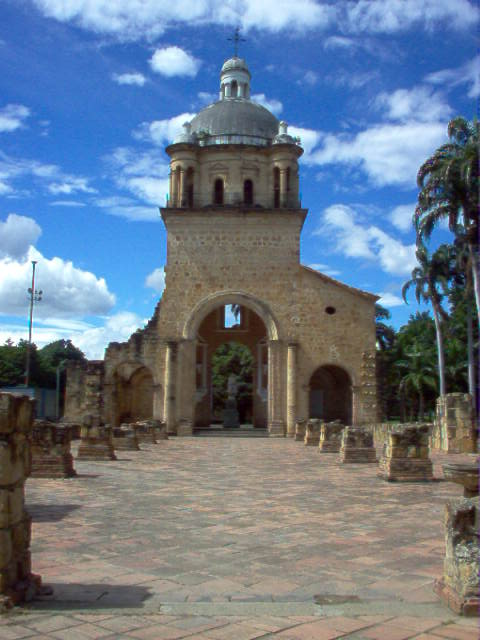
Le temple historique de Cúcuta, où les députés de la Nouvelle-Grenade (Colombie) et du Venezuela signèrent la Constitution.

La Constitution de Cúcuta, également appelée Constitution de Grande Colombie, officiellement Constitution de la République de Colombie, est la constitution de la Grande Colombie, unifiant les différents territoires de la Vice-royauté de Nouvelle-Grenade en tant que membres d'une fédération. Elle fut signée durant le Congrès de Cúcuta le 30 août 1821.

## Histoire
Les membres élus lors du Congrès d'Angostura se réunirent de nouveau à Cúcuta le 24 juin 1821, après la bataille de Carabobo, qui déboucha sur l'indépendance du territoire vénézuélien. Le 18 juillet, après la libération de Caracas, de Carthagène des Indes, de Popayán et de Santa Marta, le Congrès redoubla d'efforts pour définir une nouvelle constitution incluant les régions nouvellement libérées. Le texte final fut approuvé le 30 août 1821 et entra en application le 22 juillet 1822. Elle est considérée comme étant la première constitution de Colombie et perdura jusqu'à la dissolution de la Grande Colombie en 1831.

## Le texte
La Constitution de Cúcuta était structurée en 10 chapitres et 91 articles.